# 大唐騎士
『大唐騎士』（だいとうきし）は、幻超二によるアーサー王物語、古代中国の妲己、西遊記、聖徳太子等の逸話をミックスしたファンタジー漫画。
講談社より1995年に単行本が刊行されている。

## 概要
時を経てアーサー王の舟が辿り着いたのは遥か東方の地だった。襲われている女性を守るべく聖剣でオークを切り倒したアーサーだったが、その女性とオークの正体は……
ラストをかなり強引と見るか上手いまとめ方とみるかで論が分かれている。また、一番人気のエピソードは「大唐騎士G」であり、作者も頭を抱えたらしい。。